# Esrom Rüdinger
Esrom Rüdinger (auch: Rudinger, Rüdiger, latinisiert: Pape[n]bergensis; * 19. Mai 1523 in Bamberg; † 2. Dezember 1591 in Altdorf bei Nürnberg) war ein deutscher Philologe, Pädagoge, Physiker und Geschichtsschreiber der Unität der Böhmischen Brüder.

## Leben
Rüdinger studierte ab 1535 an der Philosophischen (Artistischen) Fakultät der Universität Leipzig Hier absolvierte er 1539 das Bakkalaurat, wurde 1541 Hauslehrer bei Joachim Camerarius dem Älteren und erlangte im Wintersemester 1545 den akademischen Grad eines Magisters der Sieben Freien Künste. 1547/48 war er zweiter Lehrer (Collega prior) an der Schule zu Pforta. 1549 ging Rüdinger als Rektor nach Zwickau, verfasste 1550 die dortige Schulordnung und entwickelte die Lehranstalt zu neuer Blüte.
Am 23. Oktober 1557 immatrikulierte sich Rüdinger an der Universität Wittenberg, wurde noch im selben Jahr Professor für Physik und schloss sich dem Personenkreis um Philipp Melanchthon an. Er las über Philipp Melanchthons De Anima und dessen Physik. 1570 übernahm er die Professur für griechische Sprache. Rüdinger beteiligte sich auch an den organisatorischen Aufgaben der Wittenberger Akademie. So war er 1559 und 1569 als Dekan der Philosophischen Fakultät tätig und übernahm im Wintersemester 1562 das Rektorat der Hochschule. Da sich 1574 auf dem Torgauer Konvent die Gnesiolutheraner der lutherischen Orthodoxie in Sachsen durchsetzten, wurde er als Philippist wegen seiner Ablehnung der orthodoxen Abendmahlslehre als Kryptocalvinist in Arrest genommen.
Er konnte sich jedoch aus jeder misslichen Lage befreien und ging 1575, selbst der böhmischen Bruderunität beigetreten, nach Eibschütz in Mähren, wo er das Rektorat der dortigen Schule übernahm. Die Schule widmete sich zunächst der Ausbildung der Söhne des mährischen Bruderadels und erlangte unter seiner Führung einen solch hohen Stellenwert, dass hochgestellte Personen aus Deutschland ihre Kinder dorthin schickten. Nachdem Rüdinger einen Herzanfall erlitten hatte, in dessen Folge er unter Lähmungserscheinungen an Händen und Füßen litt, ging er im Mai oder Juni 1588 nach Altdorf, wo er verstarb.
Genealogisch wäre anzumerken, dass er sich in erster Ehe 1548 in Leipzig mit Anna (* 1528; † 16. September 1558 in Wittenberg), der Tochter Joachim Camerarius' des Älteren verheiratet hatte. Seine zweite Ehe schloss er am 26. Mai 1561 in Wittenberg mit Anna († 1587) der Tochter des Hans Wesenick. Aus dieser Verbindung ist der Sohn Joachim (* 15. August 1563 in Wittenberg, immat UWB 1. Mai 1571) bekannt.

## Werke
- Disputatio grammatica de interpretatione graecorum verborum Act. III. Iēsoun Christon hon dei ouranon dexasthai Complectens ēthologian responsionis, qua Collegium Theologicum Academiae Witebergensis uti posset ad Chartam de his verbis superioribus diebus editam, cui nomen est praescriptum D. Nicolai Selnecceri &c. Witebergae: [Johann Schwertel?], 1571. (Digitalisat)
- Apologia Socratis Platonica (1591 postum in Nürnberg erschienen).
- De fratrum Orthodoxorum in Bohemia et Moravia Ecclesiolis Narratiuncula. 1579.